# Alison Jolly
Pour les articles homonymes, voir Jolly.
Alison Jolly, née le 9 mai 1937 et morte le 6 février 2014, est une primatologue, connue pour ses études sur la biologie des lémuriens. Elle a écrit plusieurs livres (scientifiques et à destination des enfants) et a mené de vastes travaux de terrain sur les lémuriens à Madagascar, principalement dans la réserve de Berenty, une petite réserve privée de forêt-galerie située dans la zone semi-aride du désert épineux de l'extrême sud de l'île.

## Biographie
Née Alison Bishop à Ithaca, dans l'état de New York, elle est titulaire d'un Bachelor of Arts de l'Université Cornell et d'un doctorat de l'Université Yale ; elle est chercheuse à la New York Zoological Society, à l'Université de Cambridge, à l'Université du Sussex, à l'Université Rockefeller et à l'Université de Princeton. En 1998, elle est nommée Officier de l'Ordre National de Madagascar. Au moment de sa mort, elle est chercheuse invitée à l'Université du Sussex,.
Sous son nom de jeune fille, elle publie d'abord Control of the Hand in Lower Primates en 1962. Jolly commence à étudier le comportement des lémuriens à Berenty en 1963 ,, et est la première à proposer la dominance des femelles dans une société de primates. Elle encourage les études de terrain qui ont contribué à la connaissance de la faune malgache et conseille de nombreux chercheurs. Elle donne ainsi des instructions à Jane Wilson-Howarth (en) et ses collègues avant leur première expédition à Madagascar en 1981. À partir de 1990, Jolly revient à chaque saison des naissances pour effectuer des recherches avec l'aide d'étudiants bénévoles. Elle se concentre sur la démographie du lémur catta, sa répartition, et surtout le comportement inter-troupes et territorial, dans un contexte où la densité de population est différente (au quintuple) d'un côté à l'autre de la réserve. De 1992 à 1996, elle est présidente de la Société internationale de primatologie.
Ses livres scientifiques incluent Lemur Behavior: A Madagascar Field Study, The Evolution of Primate Behavior et Lucy's Legacy: Sex and Intelligence in Human Evolution. Ses travaux non techniques incluent Madagascar: A World Out of Time et Lords & Lemurs : Mad Scientists, Kings With Spears et the Survival of Diversity in Madagascar. Elle écrit également de nombreux articles pour des magazines grand public et des revues scientifiques.
Elle est l'auteur de deux séries de livres pour enfants : The Ako Books et The Fiddle Stories.

## Éponyme
En juin 2006, une nouvelle espèce de Microcebus, le Microcèbe de Jolly (Microcebus jollyae), est nommée en son honneur.

## Vie privée
Fille de l'artiste Alison Mason Kingsbury (en) et du savant et poète Morris Bishop, Alison Jolly épouse en 1963 Richard Jolly (en), économiste du développement. Ils auront quatre enfants. Elle meurt chez elle à Lewes, dans le Sussex de l'Est, en février 2014 à l'âge de 76 ans,.

## Œuvres

### Ouvrages
- (en) Lemur Behavior: A Madagascar Field Study, University of Chicago Press, 1966
- (en) The Evolution of Primate Behavior, 1972
- (en) Play: Its Role in Development and Evolution, 1976
- (en) A World Like Our Own; Man and Nature in Madagascar, Yale University Press, 1980
- (en) Madagascar: A World Out of Time, 1984
- (en) Madagascar, Key Environments Series, 1984
- (en) Lucy's Legacy: Sex and Intelligence in Human Evolution, 1999
- Lémuriens, seigneurs, savants fous et rois aux sagaies, L'Harmattan, 2010 ((en) Lords and Lemurs: Mad Scientists, Kings with Spears, and the Survival of Diversity in Madagascar, 2004), trad. Emmanuelle Grundman, 369 p.  (ISBN 978-2-296-12933-7)
- (en) Thank You, Madagascar: The Conservation Diaries of Alison Jolly, 2015

### Livres pour enfants
- (en) Ny aiay Ako (Ako the Aye-Aye), 2005
- (en) Bitika the Mouselemur, 2012
- (en) Tik-Tik the Ringtailed Lemur, 2012
- (en) Bounce the White Sifaka, 2012
- (en) Furry and Fuzzy the Red Ruffed Lemur Twin, 2012
- (en) No-Song the Indri, 2012
- (en) Fiddle and the See-Throughs, 2013
- (en) Fiddle and the Flint-Boy, 2013
- (en) Fiddle and the Headless Horseman, 2013
- (en) Fiddle and the Falling Tower, 2013
- (en) Fiddle and the Smugglers, 2013
- (en) Fiddle and the Fires, 2013